# Wspomogatelnaja komanda
Wspomogatelnaja komanda (kyrillisch: вспомогательная команда, deutsch: „Hilfskommando“) abgekürzt ВК bzw. lateinisch WK (auch VK transkribiert), waren Gefangenen-Kommandos, die in sowjetischen Kriegsgefangenenlagern nach dem Ende des Zweiten Weltkrieges aus Kriegsgefangenen zusammengestellt wurden und der Bewachung anderer Gefangener dienten.
Die Angehörigen des WK trugen auf einem Oberarm ihrer Kleidung einen etwa postkartengroßen hellen Flicken mit dem Kürzel ВК (statt des ВП der sonstigen Kriegsgefangenen).
Sie wurden im Lager gelegentlich eingeschränkt zu Ordnungs- und Aufsichtsaufgaben herangezogen und dienten hauptsächlich unter Aufsicht von Rotarmisten auf dem Weg zu und an den Arbeitsstellen außerhalb des Lagers als Bewachung für die „Zone“, einem Bereich, in dem sich die Kriegsgefangenen ungehindert bewegen durften. Die Aufstellung um die Zone erfolgte so, dass die einzelnen Posten gegenseitige Blickverbindung hatten, um Zu- und Abgang zu kontrollieren. 
Da in der Sowjetunion nach dem Krieg ein großer Mangel an Arbeitskräften herrschte, wurden nach der Beendigung der Kampfhandlungen viele Rotarmisten demobilisiert, darunter auch solche der Wachmannschaften für Kriegsgefangene. Um diesen Ausfall auszugleichen, wurden die WK aus vermeintlich zuverlässigen oder nach Krankheit oder ähnlichem bedingt arbeitsfähig gewordenen Kriegsgefangenen zusammengestellt, die bei der körperlich wenig anstrengenden Tätigkeit wieder zu Kräften gelangen sollten. WK-Angehörige genossen gewisse Vorteile wie etwas bessere Kleidung und Verpflegung.
Aus Gründen einer zuverlässigen Überwachung der zahlenmäßig weit stärker mit deutschen Kriegsgefangenen belegten Lager wurden anfangs überwiegend Rumänen (einschließlich Moldauer) und Ungarn zu WK herangezogen, so dass deutsche Arbeitskommandos nur von WK-Leuten anderer Nationalität begleitet wurden. Nachdem sich das WK als solches bewährt hatte, wurde von dieser gegenseitigen Überwachung abgesehen und die WK-Begleitung ohne Berücksichtigung der Nationalitäten zusammengestellt.